# 부산도서관
부산도서관은 부산광역시의 도서관이다.

## 연혁
- 2020년 11월 4일 개관.